# Firomaco
Firomaco (in greco antico: Φυρόμαχος?) di Atene (Atene, ... – ...; fl. III secolo a.C.) è stato uno scultore e pittore greco antico, attivo a Cizico, a Delo e a Pergamo, frequentemente in collaborazione con Nicerato, come testimoniato da rinvenute iscrizioni su basi marmoree.

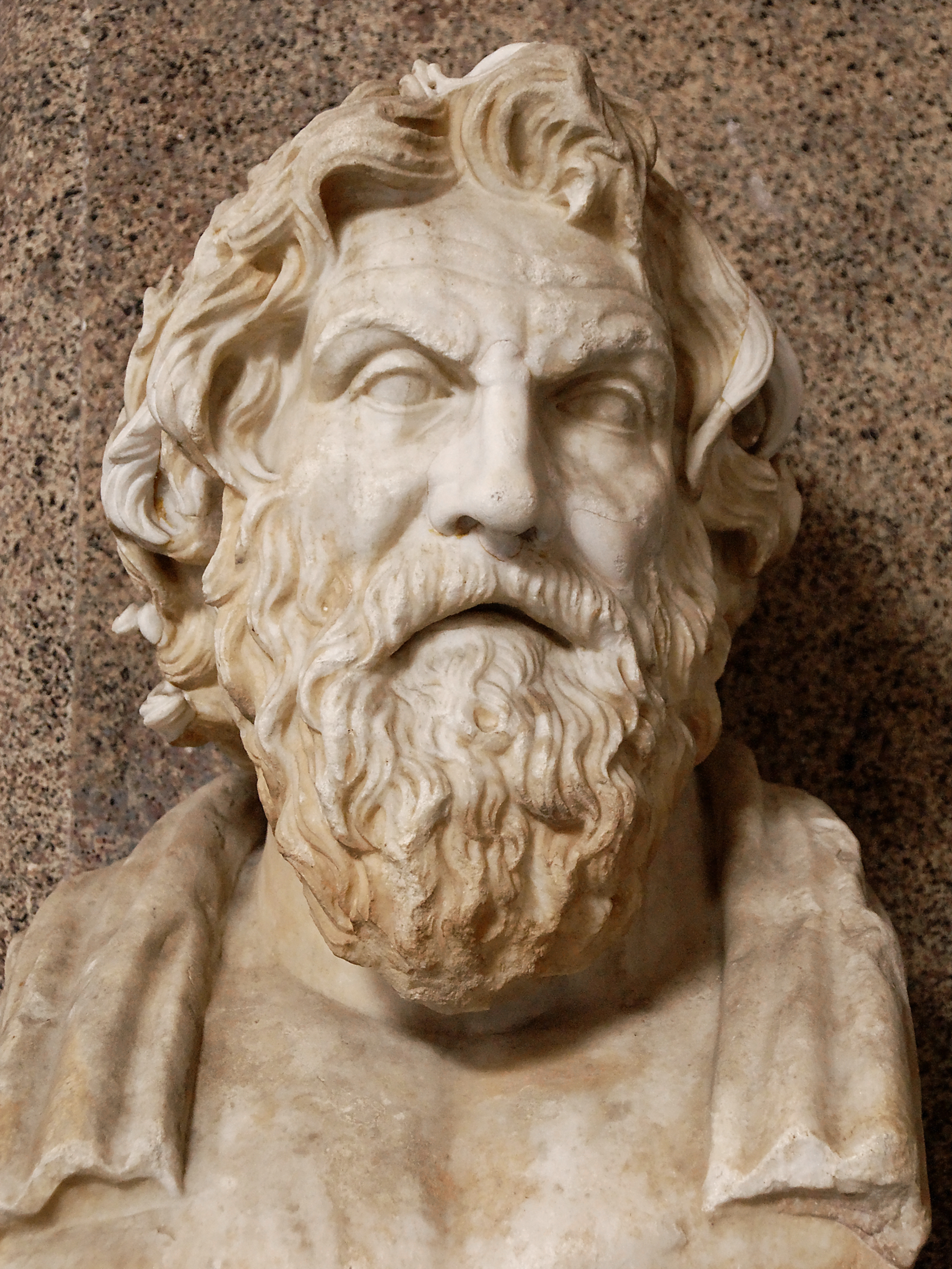
Ritratto di Antistene, una delle copie dall'originale attribuito a Firomaco. Roma, Museo Pio-Clementino 288.

La cronologia di Firomaco è dibattuta e posta variamente dagli studiosi tra la fine del IV secolo a.C. e l'inizio del II, ma le datazioni più basse sono improbabili: nel II secolo a.C. egli è già inserito da una fonte anonima (Laterculi Alexandrini) tra i grandi bronzisti dopo Mirone, Policleto e Lisippo.

## Biografia
Plinio ne pone il floruit alla 121ª olimpiade (296-293 a.C.), negli anni in cui «l'arte decadeva» (Nat. hist., XXXIV, 51), secondo la fonte di Plinio, ossia si allontanava dallo stile classico sviluppando nuove forme che nella conquista dello spazio, nell'eccentricità della struttura, univano alla scuola attica gli insegnamenti sicioni e lisippei; innovazioni formali che sarebbero state sviluppate in seguito dalla scuola di Pergamo. Poco oltre Plinio nomina Firomaco insieme a Epigono, Stratonico di Cizico e Antigono di Caristo come autore delle galatomachie eseguite per gli Attalidi a Pergamo (Nat. hist., XXXIV, 84).
Lo si dice autore della statua di Asclepio per il santuario di Pergamo che Prusia I di Bitinia portò via nel 156 a.C., un'attribuzione che lo lega alla politica culturale di Filetero (282-263 a.C.).  Un suo Priapo in ginocchio davanti a una Carite  è ricordato in un epigramma di Apollonide (Antologia greca, II, 120, 9) e Plinio ne ricorda una quadriga con Alcibiade, realizzata forse in collaborazione con Nicerato (Nat. hist., XXXIV, 8o).
Della sua attività come pittore Plinio ne ricorda gli insegnamenti ad un altrimenti sconosciuto Milone di Soli (Nat. hist., XXXV, 146).
La copia di età repubblicana di un'iscrizione che ricorda Firomaco come autore del ritratto di Antistene, noto attraverso diverse copie, è stata ritrovata a Ostia nel 1969. L'iscrizione doveva appartenere alla base di una statua bronzea. Le copie del ritratto, una delle quali riportando il nome del filosofo ne ha permesso l'identificazione, rimandano a influenze di tradizione lisippea, con quell'esasperazione dei tratti fisionomici che darà vita al barocco pergameno.